# Reconquista de Vigo
Se llama Reconquista de Vigo al alzamiento popular que, en el contexto de la guerra de la Independencia Española, ocurrió en Vigo el 28 de marzo de 1809, cuando las tropas del ejército del Primer Imperio francés de Napoleón Bonaparte salieron de la villa. Los vigueses, encabezados por los militares Pablo Morillo y Bernardo González “Cachamuíña” consiguieron expulsar a los franceses de la villa, convirtiéndose en la primera de Europa en lograrlo. Por estos hechos, el rey Fernando VII otorgó a Vigo en 1810 el título de ciudad fiel, leal y valerosa.

## Antecedentes
El 3 de enero de 1809 entran las tropas francesas en Galicia, sin apenas resistencia. El ejército inglés dirigido por John Moore se embarca para Inglaterra. El ejército del Marqués de la Romana se esconde en Orense. Los franceses entran en La Coruña el 18 de enero, en Santiago de Compostela el día 20, el 21 en Pontevedra, el 26 en Ferrol y el 31 en Vigo.

## Descripción
El 27 de marzo de 1809 los gallegos ocupados en el asedio de Vigo proclaman a Morillo coronel. Este rápido ascenso se debe a la necesidad de tener un jefe único de este rango, condición que exigía el coronel francés y gobernador militar de Vigo Jacobo Antonio Chalot para rendir la plaza. En Vigo intimida al comandante francés y mantiene conversaciones con el capitán de fragata británico que comandaba el bloqueo marítimo en la ría de Vigo. El 28 de marzo los hombres al mando de Morillo atacan las puertas de Vigo logrando en dos horas que los franceses entreguen la ciudad. Tras la capitulación, Chalot, 45 de sus oficiales y más de 1200 soldados quedaron prisioneros; también quedaron en poder de Morillo los pertrechos y la tesorería francesa, que ascendía a unos 150 000 francos-oro.

## Legado
El nombre de dos calles de la ciudad conmemoran los hechos, la calle Victoria y la calle Reconquista, además existe un monumento a los héroes de la Reconquista, el cual fue inaugurado en la plaza de España en 1947 y, más tarde, trasladado a la plaza de la Independencia.
Todos los años en el barrio histórico de Vigo se celebra la Fiesta de la Reconquista, festivo local no laborable, con representaciones y otras actividades en la calle, música popular, puestos de comida y artesanía a modo de feria.

## Galería de imágenes
|                                                      |
| Cayetano Parada Pérez de Limia, alcalde del Fragoso. |

|                                            |
| El capitán Bernardo González «Cachamuíña». |

|                              |
| Joaquín Tenreiro Montenegro. |

|                                                                                     |
| El capitán Pablo Morillo, ascendido a coronel durante el transcurso de los sucesos. |

|                                                   |
| Francisco Javier Vázquez Varela, alcalde de Vigo. |

|                            |
| Grabado publicado en 1846. |